# 苗九锐
苗九锐（1919年—2012年4月），男，河南睢县人。中华人民共和国政治人物、外交官。

## 生平
1938年参加新四军，同年加入中国共产党。曾任新四军东进游击支队连长、营教导员，中共睢县县委书记，冀鲁豫军区豫东纵队团政委，新四军第四师水东独立团三大队政委，第二野战军第十八军53师158团政委。中华人民共和国成立后，历任西南军政大学分校政治处主任，中共西藏工委秘书处处长。1958年12月至1960年5月，任铜陵市人民委员会市长。1958年12月至1960年5月，任外交部党委办公室主任。1971年9月至1977年6月，任驻卡拉奇领事馆总领事。1977年，接替王人三，担任中华人民共和国驻乍得大使。1981年，由杨永瑞接任，其改任担任中华人民共和国驻喀麦隆大使。1984年，由施乃良接任。